# 航空宇宙軍史
『航空宇宙軍史』（こうくううちゅうぐんし）は谷甲州作のハードSF小説作品群。
この項ではこの作品と同一の世界設定を用いた作品群を含めて航空宇宙軍史シリーズとして扱う。
早川書房（主にハヤカワ文庫）より刊行されたほか、中央公論新社より、電子書籍として全面改稿された4巻が発売されている。
1988年、「火星鉄道一九」が第18回星雲賞日本短編部門を受賞。1995年、『終わりなき索敵』で、第25回星雲賞日本長編部門を受賞。2015年、『コロンビア・ゼロ　新・航空宇宙軍史』が第36回日本SF大賞受賞。
2016年から、早川書房（ハヤカワ文書JA)にて、加筆・新解説・新装丁による『航空宇宙軍史・完全版』が刊行開始。

## 航空宇宙軍史シリーズ
航空宇宙軍の発足から、外惑星連合（木星・土星の衛星による連合）との2次に渡る戦争（外惑星動乱）、そして汎銀河連合との恒星間戦争に至る人類文明史を背景に展開する、ハードSF作品群。
相対軌道・相対速度を利用した爆雷等の兵器をはじめ、航宙に年単位の時間がかかる（ワープの類は出てこない）(「終わりなき索敵」では、ハードSF路線を放棄したかのような東洋的宗教観や単一の魂が原初生命体から進化していく過程が延々と描かれ遂には光速も突破する描写がある)、実際に計算された星間軌道など、今日の科学的知見と技術的蓄積の延長線上にある「嘘っぽくない」宇宙戦争が魅力である。また戦争の背景となるべき社会の資源・技術・エネルギー収支・新技術の実運用面等の考察を踏まえている点は注目に値する。

## 作品
作品の刊行順に分類する。大きく分けると、長編がメインストーリーで、短編は局地戦を描いたものが多い。一部、航空宇宙軍史の世界観で描かれている小説群（作中に共通の名称や設定があるが本史との直接の関係はない作品）も含める。

### 137機動旅団
奇想天外 36号（1979年3月号）掲載

SFマガジン 735号（2019年10月号）掲載
地球がその勢力圏に取り込み、産業振興と植民を行っていた惑星ジャヌー。そこで起こった原住民の反地球騒乱を鎮圧するために、航空宇宙軍陸戦隊最精鋭の第137機動旅団が作戦に投入される。「いかなる混戦でもゲリラと良民を区別し、絶対に無辜の民間人を殺さない」誇り高き兵団である機動旅団の先鋒・偵察大隊矢澤小隊はしかしジャヌーで惨憺たる敗北を喫する。その理由ははたして… 第2期『奇想天外』1979年3月号掲載の谷甲州デビュー作。第2回奇想天外SF新人賞佳作受賞。なお、冒頭部は『終わりなき索敵』に叙述の視点を変えて取り込まれている。またSFマガジン2019年10月号に、谷甲州作家デビュー40周年記念作品「137機動旅団 新・航空宇宙軍史」として450枚一挙掲載された。

### ガネッシュとバイラブ
奇想天外 41号（1979年8月号）掲載

ハヤカワ文庫JA 『星空の二人』 2005年5月 ISBN 4-15-030798-9 に収録
戦いに敗れ銀河に散って迫害を受ける地球人が、地球帰還のためにテロで恒星間宇宙船を奪おうとする。しかし成功せず、大量の犠牲者を出した末に惑星間宇宙船による無謀な恒星間逃避行となる。その妄執とも言える望郷の念を追跡機の機載コンピュータがシミュレーションの末に理解してしまったとき…。第2期『奇想天外』1979年8月号掲載。ハヤカワ文庫JAの短編集「星空の二人」に収録されている。なお短編集収載版は結末を含めてほとんど全面的に稿が改められており、奇想天外版は航空宇宙軍史世界が強く出ている。

### 惑星CB-8越冬隊
奇想天外社 1981年4月 新書本

ハヤカワ文庫JA 1983年1月 ISBN 4-15-030165-4
地球は汎銀河世界にその位置さえも忘れ去られた時代。特異な軌道を持つ惑星CB-8を可住化改造するためのプロジェクトは、CB-8の異常な性質により人工太陽がトラブルを起こし、気圧変動も重なって越冬隊は全滅の危機に瀕する。一方CB-8にはありのままのその星に入植しようとした地球人グループもいた。空気が希薄になりゆく氷の大陸で、生き延びるための苦闘が始まる。谷甲州の処女長編であり第2期『奇想天外』1980年11月号・12月号・1981年1月号に分載、奇想天外社よりハードカバー単行本として出版される。当時の名義は「甲州」ではあるが、これは谷甲州の初単行本作品でもあった。

### エリヌス－戒厳令－
早川書房 1983年4月 新鋭書下ろしSFノヴェルズ

ハヤカワ文庫JA 1988年12月 ISBN 4-15-030281-2

ハヤカワ文庫JA 2017年2月 ISBN 4-15-031263-X（航空宇宙軍史・完全版 四）
外惑星動乱終結後23年。戦後地下組織化した外惑星連合軍SPAはエリヌスでクーデターを起こし同衛星都市の支配権を奪取、政治的・軍事的な聖域化を企てる。周到な計画の下に３隻の輸送船を仕立てた何か月にも及ぶ作戦ののち、圧倒的な兵力をエリヌスへ電撃的に奇襲降下させたSPAはいったんは行政府を制圧したかに見えたが…。憲法、あるいは最高法規を頂点とする法治国家の統治体系を、たった一つの宣言で覆しうる「戒厳令」(「国家非常事態宣言」)、その力と恐怖をポリティカル・フィクションとしてSFに取り入れた意欲作。航空宇宙軍史の外惑星動乱後の歴史のデッサンを示す。同時に、戦争に引き裂かれた家族の悲しい物語でもある。単行本化の際は巻末に著者自身が2123年時点での設定をまとめた「資料編」を収める。
1 光帆（ライトセル）タンカー
2 作戦会議 — ガニメデ
3 天王星系第六衛星・エリヌス
4 オグ — エリヌス赤道帯
5 アクエリアス — 地球周辺軌道
6 オグ — ポート・エリヌス
7 アクエリアス — 太陽近傍
8 ロペス部長 — ポート・エリヌス
9 アクエリアス — 水星軌道内宙域
10 SPA — ポート・エリヌス
11 ジャムナ — アクエリアス
12 考案作戦 — ポート・エリヌス
13 アクエリアス — 地球軌道通過
14 教授（プロフェッサー） — タイタン
15 エリヌス・カント — オールド・ベース
16 ハイジャック — 土星周辺軌道
17 カミンスキイ中佐 — ガニメデ
18 テロル — ポート・エリヌス
19 侵攻部隊と公安部隊
20 暴動中央広場
21 二一二三年七月一三日
22 リーとザカリア
23 脱出
24 航空宇宙軍陸戦隊
25 逆侵攻
26 エリヌス戒厳令
27 集結

### 仮装巡洋艦バシリスク
ハヤカワ文庫JA 1985年4月 ISBN 4-15-030200-6

ハヤカワ文庫JA 2017年2月 ISBN 4-15-031263-X（航空宇宙軍史・完全版 四）
短編集。
- 星空のフロンティア（第2期「奇想天外」1981年4月号・5月号・6月号に分載）
- 砲戦距離一二、〇〇〇（SFマガジン 1984年8月号掲載）
- 襲撃艦ヴァルキリー（書き下ろし）
- 仮装巡洋艦バシリスク（SFマガジン 1982年8月号掲載）

### 星の墓標
ハヤカワ文庫JA 1987年7月 ISBN 4-15-030244-8

ハヤカワ文庫JA 2016年12月 ISBN 4-15-031256-7（航空宇宙軍史・完全版 三）
文庫書き下ろし長編。
第1話 タナトス戦闘団
第2話 ジョーイ・オルカ
第3話 トランパー・キリノ
第4話 星と海とサバンナ

### カリスト－開戦前夜－
ハヤカワ文庫JA 1988年3月 ISBN 4-15-030260-X

ハヤカワ文庫JA 2016年8月 ISBN 4-15-031240-0（航空宇宙軍史・完全版 一）
開戦前夜のカリスト。航空宇宙軍に対する戦略をめぐってカリスト軍幹部たちは議論を重ねるが、非公然組織であるがゆえの統制の甘さをついて主戦派は戦争準備につきすすむ。早期の開戦に反対する戦略情報部長エリクセン准将は、この動きを阻むべく、独自の活動を開始した…。文庫書き下ろし長編。
第1章 アルテミス宙港 — 国境警備隊
第2章 アリオト基地（ベース） — 幕僚会議
第3章 タナトス戦闘団 — 戦略情報部
第4章 幕僚会議 — 国防会議
第5章 カリスト地表 — タナトス戦闘団
第6章 リュカオンセル — 国防会議
第7章 反乱(I) — 統合憲兵隊
第8章 第三デポ — タナトス戦闘団
第9章 謀略 — ミザルー・コンプレックス
第10章 反乱(II) — アルテミス・ミザルー
新たなはじまり

### 火星鉄道一九（マーシャン・レイルロード）
ハヤカワ文庫JA 1988年7月 ISBN 4-15-030272-3

ハヤカワ文庫JA 2016年10月 ISBN 4-15-031248-6（航空宇宙軍史・完全版 二）
短編集。
- 火星鉄道一九（マーシャン・レイルロード）（SFマガジン 1986年12月号掲載）
- ドン亀野郎ども（タートル・ギャング）（SFマガジン 1987年3月号掲載）
- 水星遊撃隊（マーキュリー・スカウト）（SFマガジン 1987年5月号掲載）
- 小惑星急行（アステロイド・エクスプレス）（SFマガジン 1987年9月号掲載）
- タイタン航空隊（フライング・タイタンズ）（SFマガジン 1987年12月号掲載）
- 土砂降り戦隊（cats’n’dogs fighters）（SFマガジン 1988年2月号掲載）
- ソクラテスの孤独（ロンリー・ソクラテス）（SFマガジン 1988年4月号掲載）

### 戦闘員ヴォルテ
TOKUMA NOVELS MiO 1988年9月 ISBN 4-19-153767-9

徳間デュアル文庫 2000年10月 ISBN 4-19-905018-3
地球上、サハリンからシベリアでの物語。航空宇宙軍によって戦いのために作られた人造人間（遺伝子工学によって作られたサイボーグ亜人種）ヴォルテによる、自由を求める闘争を描く。SFアドベンチャー1983年8月号〜1986年1月号連載。
- 雪稜の狙撃者（SFアドベンチャー 1983年8月号掲載）
- 2人の脱走兵（SFアドベンチャー 1984年5月号掲載）
- 霧の中の野獣（SFアドベンチャー 1984年11月号掲載）
- 殺人者の街（SFアドベンチャー 1985年2月号掲載）
- 追跡者の顔（SFアドベンチャー 1986年1月号掲載）
- 遠い河（書き下ろし）

### タナトス戦闘団
ハヤカワ文庫JA 1989年3月 ISBN 4-15-030289-8

ハヤカワ文庫JA 2016年8月 ISBN 4-15-031240-0（航空宇宙軍史・完全版 一）
慎重派のクーデターの失敗から、主戦派が主導権を握ったカリスト。開戦劈頭の奇襲作戦決行の準備を命じられたタナトス戦闘団隊長ダンテ中佐は、月面都市に潜入する。しかし、カリスト軍幕僚会議の思惑と航空宇宙軍警務隊の隙の無い警戒の間で、事態は思わぬ方向に進んでゆく。文庫書き下ろし長編。
第1章 潜入
第2章 謀略
第3章 尋問
第4章 支援
第5章 反撃
第6章 奇襲
終章 離脱

### 巡洋艦サラマンダー（クルーザー サラマンダー）
ハヤカワ文庫JA 1989年12月 ISBN 4-15-030312-6

ハヤカワ文庫JA 2016年10月 ISBN 4-15-031248-6（航空宇宙軍史・完全版 二）
短編集。
- 巡洋艦サラマンダー（SFマガジン 1988年9月号掲載）
- サラマンダー追跡（SFマガジン 1989年7月号掲載）
- アナンケ迎撃作戦（SFマガジン 1989年10月号掲載）
- 最終兵器ネメシス（書き下ろし）

### 最後の戦闘航海
ハヤカワ文庫JA 1991年7月 ISBN 4-12-030355-X

ハヤカワ文庫JA 2016年12月 ISBN 4-15-031256-7（航空宇宙軍史・完全版 三）
短編集。
- 最後の戦闘航海（SFマガジン 1990年7月号掲載）
- 見捨てられた星（SFマガジン 1990年11月号掲載）
- 失われた翼（SFマガジン 1990年12月号掲載）
- 死に絶えた海（SFマガジン 1991年2月号掲載）
- 葬られた過去（書き下ろし）

### 終わりなき索敵
早川書房 1993年8月 ISBN 4-15-207805-7

ハヤカワ文庫JA 1996年11月 ISBN 4-15-207805-7（文庫分冊化の上巻）

ハヤカワ文庫JA 1996年11月 ISBN 4-15-030570-6（文庫分冊化の下巻）

ハヤカワ文庫JA 2017年4月 ISBN 4-15-031271-0（航空宇宙軍史・完全版 五）
SFマガジン 1992年5月号〜1993年7月号にかけて15回に分載された長編。
第一部
第一章 射手座重力波源
第二章 作業体K
第二部
第三章 主力戦闘艦ガンガ
第四章 時のユリシーズ
第五章 マヤ・シマザキ
第六章 汎銀河世界
第七章 世界のはじまり
第三部
第八章 ユリシーズの帰還
第九章 オルフェウスの航跡
第十章 予期された遭遇
第十一章 星を追う種族
第十二章 戦士ダムダリ
第十三章 龍を駆るもの
第十四章 反乱
第四部
第十五章 高加速戦闘艦ミンダナオ
第十六章 未来への回帰
第十七章 最後の飛翔

### コロンビア・ゼロ
早川書房 2015年7月 ISBN 4-15-209553-9

ハヤカワ文庫JA 2017年6月 ISBN 4-15-031288-5
短編集。
- ザナドゥ高地（SFマガジン 2010年2月号掲載）
- イシカリ平原（SFマガジン 2014年4月号掲載）
- サラゴッサ・マーケット（SFマガジン 2014年7月号掲載）
- ジュピター・サーカス（SFマガジン 2014年10月号掲載）
- ギルガメッシュ要塞（SFマガジン 2015年1月号掲載）
- ガニメデ守備隊（SFマガジン 2015年4月号掲載）
- コロンビア・ゼロ（書き下ろし）

### 工作艦間宮の戦争
早川書房 2018年5月 ISBN 4-15-209770-1
短編集。
- スティクニー備蓄基地（SFマガジン 2016年4月号掲載）
- イカロス軌道（SFマガジン 2016年8月号掲載）
- 航空宇宙軍戦略爆撃隊（SFマガジン 2016年12月号・2017年4月号 分載）
- 亡霊艦隊（ファントム・フリート）（SFマガジン 2017年8月号掲載）
- ペルソナの影（SFマガジン 2017年12月号掲載）
- 工作艦間宮の戦争（書き下ろし）

## 航空宇宙軍史・完全版
航空宇宙軍史の完全版として、既刊の作品に大幅な加筆修正・新装幀の完全版が刊行された。

### 航空宇宙軍史・完全版 一
ハヤカワ文庫JA 2016年8月 ISBN 4-15-031240-0
- カリスト―開戦前夜―
- タナトス戦闘団

### 航空宇宙軍史・完全版 二
ハヤカワ文庫JA 2016年10月 ISBN 4-15-031248-6
- 火星鉄道一九
- 巡洋艦サラマンダー

### 航空宇宙軍史・完全版 三
ハヤカワ文庫JA 2016年12月 ISBN 4-15-031256-7
- 最後の戦闘航海
- 星の墓標

### 航空宇宙軍史・完全版 四
ハヤカワ文庫JA 2017年2月 ISBN 4-15-031263-X
- エリヌス―戒厳令―
- 仮装巡洋艦 バシリスク

### 航空宇宙軍史・完全版 五
ハヤカワ文庫JA 2017年4月 ISBN 4-15-031271-0
- 終わりなき索敵

## 電子書籍版
2005年から、全面改稿された電子書籍版が中央公論新社より刊行されている。物語は変わらず、作中の年代に沿って順次発売されている。大幅加筆修正されたハヤカワ文庫「完全版」では「完全版 一」「完全版 二」の2作のみ電子書籍化されており、その収録作は中公文庫の4作と同じである。「完全版 三」「完全版 四」「完全版 五」については未だに電子書籍化されていない。
- カリスト－開戦前夜－（中公文庫）
- タナトス戦闘団（中公文庫）
- 火星鉄道一九（中公文庫）
- 巡洋艦サラマンダー（中公文庫）
- 航空宇宙軍史・完全版 一（ハヤカワ文庫JA）
- 航空宇宙軍史・完全版 二（ハヤカワ文庫JA）
- コロンビア・ゼロ（早川書房）
- 工作艦間宮の戦争（早川書房）

## 航空宇宙軍史 年表
各巻収録のエピソードをベースとして分類する。 エピソードのあとのカッコは収録単行本タイトル。
2020年代
- 航空宇宙軍設立

2051年
- 外宇宙探査計画オディセウス・シリーズ（恒星間ラムジェットによる恒星系探査）開始

2064年
- オディセウス-0、超光速シャフト発見、その後消息を絶つ

2076年
- オディセウス計画支援のため、シビル11発進

「星空のフロンティア」（仮装巡洋艦バシリスク）
2098年
6月
- 外惑星連合による統合作戦会議開催

7月
- カリスト防衛軍、陸戦隊を結成，コードネームは「タナトス戦闘団」

「カリスト－開戦前夜－」
2099年
1月
- タイタン防衛軍による土星系レア占領作戦発動
- カリストでクーデター発生。陸戦隊により鎮圧
- カリスト防衛軍によるアナンケ占領作戦

6月22日
- 第一次外惑星動乱 勃発
- カリスト防衛軍陸戦隊、航空宇宙軍月面工場を攻撃

「タナトス戦闘団」
- 外惑星連合艦隊、地球・火星軌道を攻撃

「火星鉄道一九（マーシャン・レイルロード）」（火星鉄道一九）
「ドン亀野郎ども（タートル・ギャング）」（火星鉄道一九）
「水星遊撃隊（マーキュリー・スカウト）」（火星鉄道一九）
8月
- 航空宇宙軍、両トロヤ群を奇襲、占領。土星系を攻撃

「小惑星急行（アステロイド・エクスプレス）」（火星鉄道一九）
9月
- タイタン連邦政府に政変、タイタン降伏

「タイタン航空隊（フライング・タイタンズ）」（火星鉄道一九）
- カリスト防衛軍陸戦隊、タイタンのエイラト基地からラザルスを奪取

「タナトス戦闘団」（星の墓標）
- 外惑星連合軍のオルカ戦隊による通商破壊作戦に対し、航空宇宙軍がオルカ・キラーを投入

「ジョーイ・オルカ」（星の墓標）
12月
- 外惑星連合軍、正規フリゲート艦を投入

「土砂降り戦隊（cat’sn dogs fighters）」（火星鉄道一九）
「ソクラテスの孤独（ロンリー・ソクラテス）」（火星鉄道一九）
「巡洋艦サラマンダー（クルーザー サラマンダー）」（巡洋艦サラマンダー）
「サラマンダー追跡」（巡洋艦サラマンダー）
2100年
5月から6月頃
- 外惑星連合軍、高加速無人戦闘艦ヴァルキリーを小惑星帯に投入

「砲戦距離一二、〇〇〇」（仮装巡洋艦バシリスク）
7月
- 航空宇宙軍、木星系を包囲攻撃
- 外惑星連合軍、アナンケ迎撃作戦に失敗。カリストに政変、停戦発表

「アナンケ迎撃作戦」（巡洋艦サラマンダー）
「最終兵器ネメシス」（巡洋艦サラマンダー）
7月13日
- 第一次外惑星動乱 終結

10月
- ガニメデ軍掃海艇CCR-42、航空宇宙軍に徴用され木星系の機雷掃海任務につく

「最後の戦闘航海」（最後の戦闘航海）
「見捨てられた星」（最後の戦闘航海）
「失われた翼」（最後の戦闘航海）
「死に絶えた海」（最後の戦闘航海）
「葬られた過去」（最後の戦闘航海）
2101年
- 外宇宙探査計画の凍結解除

2111年
- 射手座重力波源（SG）発見

「終わりなき索敵」
2112年
- SG調査のため観測船ユリシーズ発進

「終わりなき索敵」
2123年
- 天王星系第6衛星エリヌスでSPA主導のクーデター勃発。航空宇宙軍により鎮圧され、エリヌスは軍政下に

「エリヌス－戒厳令－」
- オルフェウス級フリゲート遭難事故調査のため、ユリシーズ二世号発進

「終わりなき索敵」
2130年
- プロクシマに最初の移民団到着

2142年
- サルベージ業者キリノ、第一次外惑星動乱末期にカリストより脱出したラザルスの航路特定、回収を試みる

「トランパー・キリノ」（星の墓標）
2143年
- サルベージ業者オロイ、ラザルスが搭載されたマリア-21と接触

「星と海とサバンナ」（星の墓標）
- 航空宇宙軍参謀本部発足、陸戦隊の統合組織化

2140〜2150年代
- 第二次外惑星動乱勃発

「ザナドゥ高地」（コロンビア・ゼロ）
「イシカリ平原」（コロンビア・ゼロ）
「サラゴッサ・マーケット」（コロンビア・ゼロ）
「ジュピター・サーカス」（コロンビア・ゼロ）
「ギルガメッシュ要塞」（コロンビア・ゼロ）
「ガニメデ守備隊」（コロンビア・ゼロ）
「コロンビア・ゼロ」（コロンビア・ゼロ）
「スティクニー備蓄基地」（工作艦間宮の戦争）
「イカロス軌道」（工作艦間宮の戦争）
「航空宇宙軍戦略爆撃隊」（工作艦間宮の戦争）
「亡霊艦隊（ファントム・フリート）」（工作艦間宮の戦争）
「ペルソナの影」（工作艦間宮の戦争）
「工作艦間宮の戦争」（工作艦間宮の戦争）
- おそらくこの頃

「戦闘員ヴォルテ」
2156年
- 最初のコロニー型宇宙船発進

2230年
- 航空宇宙軍外宇宙艦隊プロクシマ艦隊、SPAが放ったヴァルキリーと遭遇

「襲撃艦ヴァルキリー」（仮装巡洋艦バシリスク）
2250年
- 航空宇宙軍外宇宙艦隊シリウス方面隊グルカ一〇七、漂流する仮装巡洋艦バシリスクと遭遇

「仮装巡洋艦バシリスク」（仮装巡洋艦バシリスク）
2276年
- 限定された超高速航行の確立

2287年
- ユリシーズ二世号の帰還

2289年
- 探査隊から遺跡発見の報

2352年
- 航空宇宙軍第一艦隊、最初の汎銀河文明との遭遇
- 汎銀河文明と航空宇宙軍の協力体制はじまる

2335年
- ロックウッド艦隊の発進

「終わりなき索敵」
2400〜2580年代
- 汎銀河世界の叛乱

「137機動旅団」
2580年代
- 航空宇宙軍と汎銀河連合の戦争が艦隊戦へ移行

2691年
- 航空宇宙軍第一・第二機動艦隊が汎銀河連合艦隊と交戦し、主力艦隊壊滅

その後
- 汎銀河連合、太陽系に侵攻。地球周回軌道上で航空宇宙軍が決定的敗北
- 地球人の地球外強制移住措置

その後100年前後
- ハヌマン、宇宙船を乗っ取り逃走

「ガネッシュとバイラブ」（星空の二人）
およそ5万年後
- 惑星CB-8で、汎銀河資源開発公社の緑化プロジェクト

「惑星CB-8越冬隊」

## 航空宇宙軍
航空宇宙軍は航空宇宙軍史に登場する架空の軍事組織。
これまでのところ成立については詳述されていないが、『星空のフロンティア』の冒頭では、国際連合安全保障理事会航空宇宙軍小委員会のもとに、加盟各国が供出した人員機材の寄り合い所帯として創設された、とされている。また、『終わりなき索敵』巻末の「航空宇宙軍略史」によると、創設されたのは2020年代となっている。
便宜上地球－月連合の指揮下に置かれているが、実質は独立した国家並の権限を持ち合わせていると思われる。
22世紀後半以降、天王星の衛星エリヌスに総司令部が置かれた。大きく分けて内宇宙艦隊、外宇宙艦隊の二系統に分かれる。

### 内宇宙艦隊
平時は太陽系内の治安維持を主目的とする艦隊組織。フリゲート艦と警備艦を主戦力として構成される。太陽系内での有事の際は主戦力として敵勢力と交戦。
- ゾディアック級フリゲート艦（スコーピオン、タウルス、アクエリアス、アリエス、サジタリウス、カプリコーン）

外惑星動乱以前の建艦計画ではこの6隻で終了するはずであったが、戦後計画が拡張され、計12隻が建造された。この順序で建造されたとされる。
- フリゲート艦　ジェミニ、オフィユキ、オリオン

以上は「オフィユキ」(「へびつかい座」)級のフリゲート艦。旧式であるが装甲が優れるとされている。
- 1号級警備艦　「サラマンダー追撃」に登場。「砲戦距離一二〇〇〇」の溝口大尉の艦もこの級だと思われる。
- 特設砲艦　レニー・ルークなど。
- センシングピケット艦　無人艦。
- オルカ・キラー

### 外宇宙艦隊
時期によって三段階にその主目的は変質した。

#### 初期
太陽系外の探査活動を主要業務としていたため、観測艦とそれを支援する艦艇によって構成されていた。
- ダイダロスシリーズ
- イカロスシリーズ
- オデッセウスシリーズ
- 観測支援艦シビル11
- 観測艦ユリシーズ

#### 超光速シャフト（超光速空間流）及びSGとの接触後
所属艦艇に超光速航法実験艦が加わる。
SG情報によって汎銀河文明の探査に乗り出したのもこの頃である。
以降組織は肥大化し、その主任務は、汎銀河文明の探索、発見後支配する為の軍政組織に変質した。
人類の急速な宇宙進出は、当初から「敵」を求めての営為であり、やがて異星の文明と戦闘に入るであろうことを航空宇宙軍が予期していたことは作中でも語られている。
宇宙開発初期の探査艦から高加速戦闘艦艇が主力となり、汎銀河連合との抗争時にはそれらの艦が航空宇宙軍内で主戦力化した。
- オルフェウスシリーズ
- カンチェンジュンガ級宙域制圧戦闘母艦

#### 末期
圧力的軍政に失敗し、汎銀河連合軍との交戦。
超光速航行艦による主力艦隊を構成。
- ミンダナオ級高加速戦闘艦
- ガンガ級主力戦闘艦

## 外惑星連合
本作品中における航空宇宙軍の対抗勢力の一つ。
地球-月連合、惑星開発局、さらに航空宇宙軍の間接・直接の支配に対して自然発生的に締結された衛星国家の連合政体。中核は木星系のカリスト、ガニメデ。それにイオ、エウロパ、土星系のタイタン及び最終的には両トロヤ群が参加した。
しかしながら、実質的な活動の主体となったのは木星系の2大国であり、他の諸国の影響力は小さかった。また、土星系とは足並みの乱れが目立ち、結束の度合いは疑わしかった。

### 外惑星連合軍

#### 第1次外惑星動乱まで
外惑星連合加盟国の宇宙軍の連合体。航空宇宙軍の監視に対する配慮から、当初は武官の連絡会議の体裁を取ったが、航空宇宙軍および地球月連合に対する対抗のための軍事戦略の研究が裏面では進められていた。第1次外惑星動乱の直前までは非公然組織であったが、そのことが統制の甘さを生み、一部軍人たちの独走を許したために、航空宇宙軍に介入の口実を与えてしまい、外惑星連合全体としての自立戦略の長期的な策定と実行を妨げることになった。いずれにせよ、実体は、航空宇宙軍の脅威に怯える各衛星国家の自衛軍を糾合したものに過ぎず、実質的に戦力となるのはカリスト、ガニメデ、タイタンの3カ国軍のみ。
第一次外惑星動乱前夜には多数の共通規格商船を改装した仮装巡洋艦を保有。
動乱後期には唯一の正規巡洋艦サラマンダーが竣工している。
- 巡洋艦サラマンダー
- 仮装巡洋艦バシリスク
- 無人砲艦ヴァルキリー
- オルカ戦隊

#### 第1次外惑星動乱終結から壊滅まで
第1次外惑星動乱終結後、公的組織としての外惑星連合軍は消滅したが、戦犯追及を受ける恐れのある旧軍人の逃亡を幇助する地下組織にその名は引き継がれた。主に木星系の旧軍人が中心となり、旧ガニメデ軍情報部の幹部たちが指導者となった。しかし、敗戦とそこに至るまでの過程での悲惨な状況に対し責任をとるべき人々を助けるばかりの活動に対する不満から内紛が発生し、旧軍幹部からなる指導層が一掃された。以後、航空宇宙軍と地球月連合の支配に抵抗する抵抗組織に再編されるが、長期にわたる活動のうちに内部の規律と統制は弛緩し、航空宇宙軍警務隊の作戦によって壊滅させられた。

### タナトス戦闘団
カリスト防衛軍警備隊の下部に設けられた陸戦部隊。山下准将隷下。指揮官はヘロム・"ダンテ"・フェルナンデス中佐、副隊長はローレンス・ブライアント少佐（ランス）、その他隊員として、ブロー、ラム、ロッド、ジョーなどがいる。戦前のアナンケ航空宇宙軍基地接収作戦、開戦劈頭の月面襲撃作戦、タイタンでのラザルス回収作戦、終戦直前のカリスト・クーデターなどで活躍したが、戦後、多くの隊員の消息は不明である。

## 汎銀河連合
作中には明確な形では登場していない。汎銀河世界が侵略し支配しようとする航空宇宙軍に対抗するために結成した組織。汎銀河世界とは、空間流に乗って銀河中心に向かったジョー・シマザキの心が時間と空間を超えて銀河系にばらまいた命と、それに受け継がれるジョーの心すなわち伝説を元に、銀河系各所に成立した文明世界である。なお、作中では明言されていないが、作中の恒星の位置関係から、汎銀河世界とは地球を中心に一光世紀の世界であるらしい。